# Kunstjahr 1768
Liste der Kunstjahre

◄◄ | ◄ | 1764 | 1765 | 1766 | 1767 | Kunstjahr 1768 | 1769 | 1770 | 1771 | 1772 | ►

Weitere Ereignisse

## Ereignisse

### Architektur

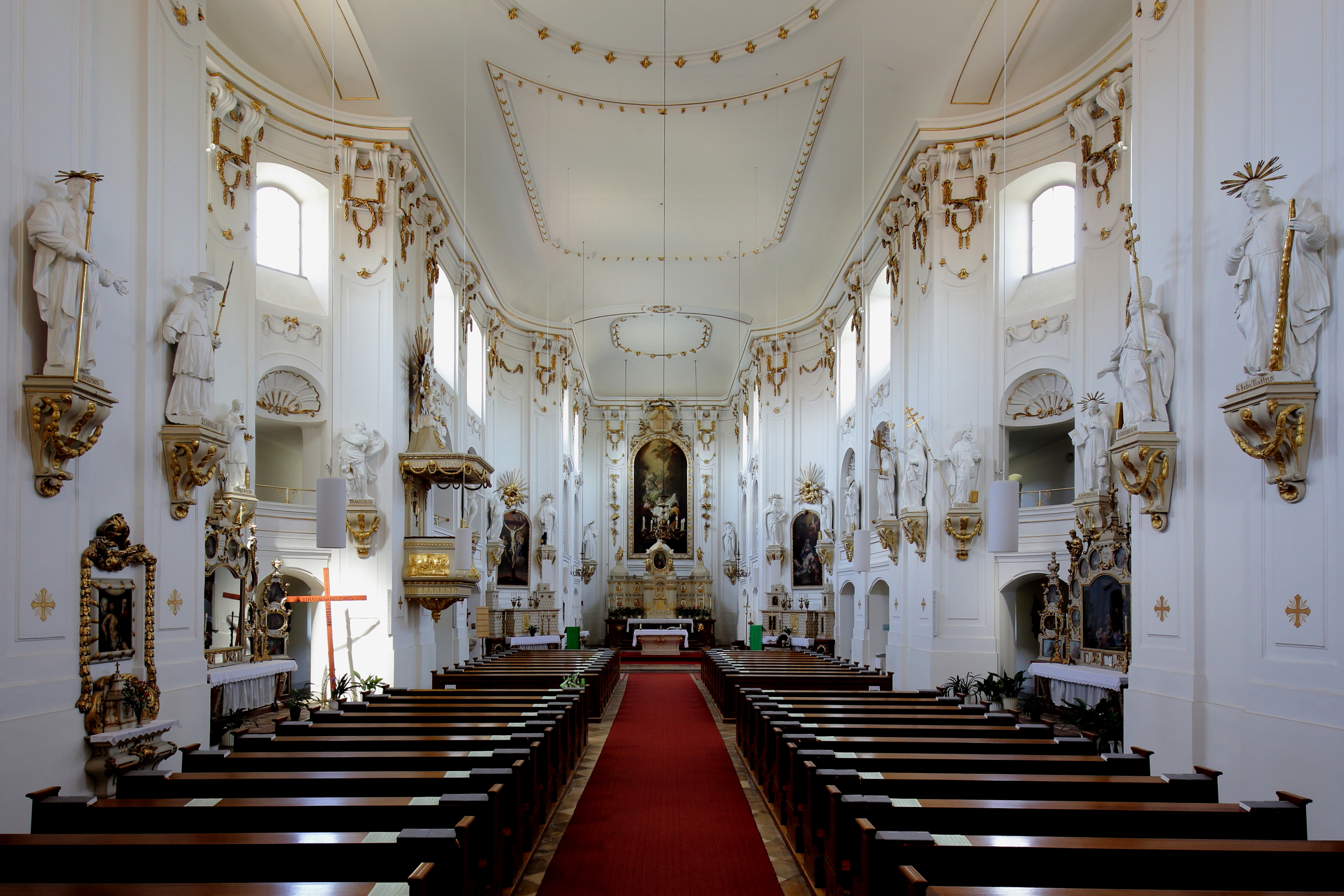
Innenansicht der Waisenhauskirche

- 7. Dezember: In Wien wird durch Fürsterzbischof Christoph Anton von Migazzi die nach den Plänen des Architekten Thaddäus Karner durch Baumeister Leopold Grossmann errichtete barocke Waisenhauskirche Mariä Geburt eingeweiht.

### Malerei

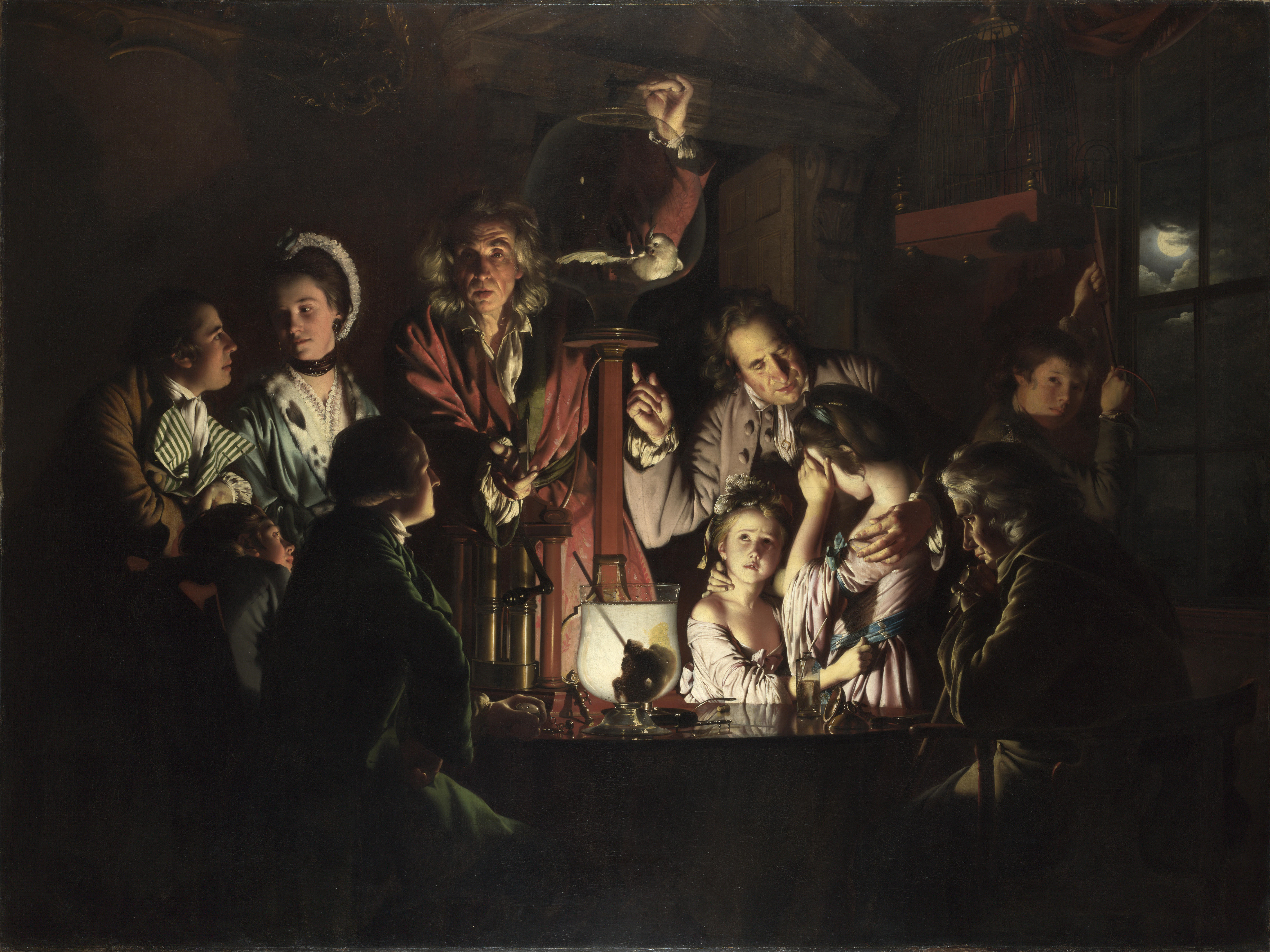
Das Experiment mit dem Vogel in der Luftpumpe

Joseph Wright of Derby malt das Gemälde Das Experiment mit dem Vogel in der Luftpumpe. Das Gemälde ist Teil einer Reihe von kerzenbeleuchteten Nocturnes, die er in den 1760er Jahren malt und zeigt die Durchführung eines Vakuumpumpen-Experiments von Robert Boyle.

### Akademien
- 4. März: In Mantua wird durch Erzherzogin Maria Theresia die Accademia Nazionale Virgiliana gegründet.
- 10. Dezember: Als Folge eines Streits innerhalb der Society of Artists of Great Britain gründet König George III. auf Anregung des Architekten William Chambers in London die Royal Academy of Arts. Unter den 34 Gründungsmitgliedern befinden sich mit Angelika Kauffmann und Mary Moser auch zwei Frauen. Erster Präsident der Kunstinstitution, die sich der Lehre und Förderung von Malerei, Bildhauerei und Architektur widmet, wird Joshua Reynolds.

### Der Mord an Johann Joachim Winckelmann

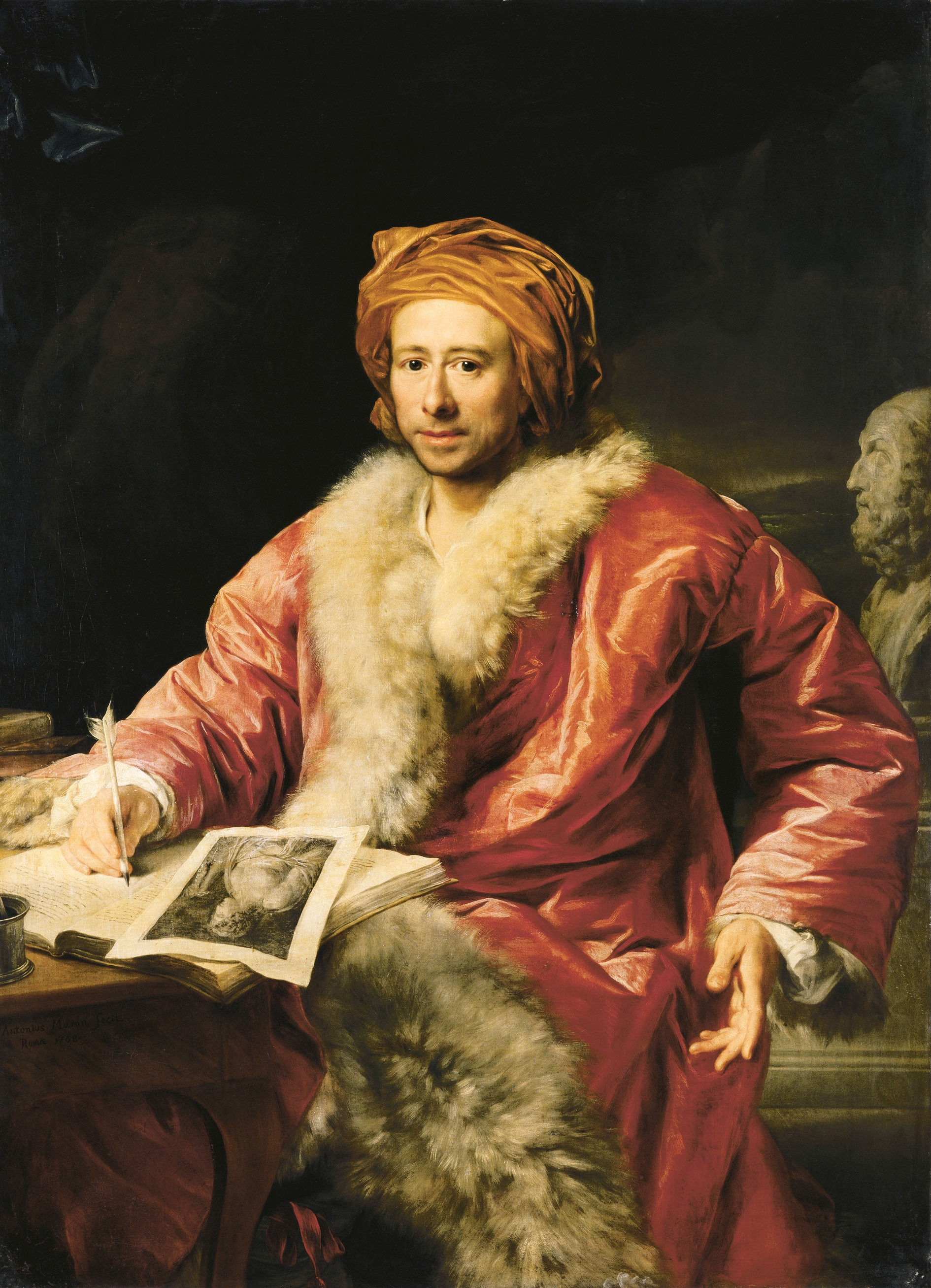
Johann Joachim Winckelmann (Anton von Maron 1768)

Der in Rom lebende deutsche Archäologe und Kunstschriftsteller Johann Joachim Winckelmann tritt zusammen mit dem Bildhauer Bartolomeo Cavaceppi eine Reise an, die ihn zu alten und neuen Freunden in seiner Heimat führen soll. Eine Krankheit und die Beschwerlichkeiten der Reise führen jedoch zu einem melancholischen Anfall, der ihn die Reise bereits in Regensburg abbrechen lässt. Auf dem Rückweg besucht er Wien und wird von Kaiserin Maria Theresia empfangen. Von ihr erhält er vier Gold- und Silbermedaillen für seine wissenschaftlichen Verdienste. Nach einer weiteren Fiebererkrankung setzt er die Rückreise fort. In Triest macht er im Hotel Locanda Grande Station, wo er auf den vorbestraften Koch Francesco Arcangeli trifft. Am Morgen des 8. Juni versucht Arcangeli, Winckelmann mit einem Strick zu erdrosseln und die Münzen zu rauben. Als dies nicht gelingt, sticht er mit einem Messer auf ihn ein. Winckelmann verblutet sechs Stunden nach dem Anschlag, kann jedoch noch umfangreiche Angaben zum Geschehen machen. Arcangeli wird zum Tod durch Rädern verurteilt, nachdem ihm der Mord nachgewiesen worden ist.

## Geboren
- 25. Januar: Justus Erich Walbaum, deutscher Typograf, Schriftgießer und Stempelschneider († 1839)
- 16. März: Johann Friedrich von Waldeck, französischer Antiquar, Kartograf, Maler und Forschungsreisender († 1875)

- 23. April: José Álvarez Cubero, spanischer Bildhauer († 1827)
- 27. Juli: Joseph Anton Koch, österreichischer Maler († 1839)
- 29. Juli: August Tischbein, deutscher Maler und Lithograph († 1848)

- 25. September: Gottfried Mind, Schweizer Zeichner († 1814)
- 18. Dezember: Marie-Guillemine Benoist, französische Malerin des Klassizismus († 1826)

## Gestorben

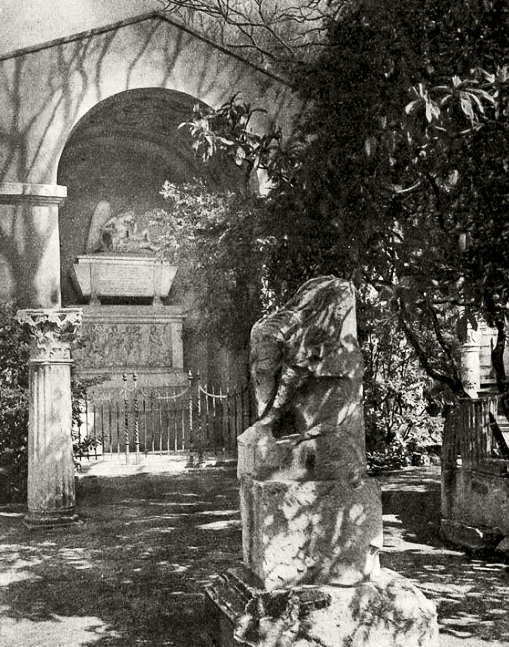
Johann Joachim Winckelmann Grab auf dem Friedhof der Kathedrale San Giusto in Triest

- 01. Januar: Jean Restout der Jüngere, französischer Maler (* 1692)
- 14. April: François de Cuvilliés der Ältere, französisch-deutscher Baumeister (* 1690)
- 19. April: Giovanni Antonio Canal, genannt Canaletto, italienischer Landschaftsmaler (* 1697)
- 24. April: Johann Valentin Tischbein, thüringischer Maler in Laubach, Maastricht, Den Haag, Hildburghausen (* 1715)
- 08. Juni: Johann Joachim Winckelmann, deutscher Archäologe und Kunstschriftsteller (* 1717)
- 23. Juni: Christian Kretzschmar, deutscher Baumeister des Barock und des Rokoko (* um 1700)
- 20. August: Joseph Spence, englischer Historiker, Gartenarchitekt und Literat (* 1699)
- 08. Dezember: Jean Denis Attiret, französischer Jesuiten-Missionar und Maler (* 1702)